# Устюжанинов, Анатолий Иванович
Анатолий Иванович Устюжа́нинов (1934—2008) — советский и российский актёр театра и кино. Народный артист РСФСР (1983).

## Биография
Анатолий Устюжанинов родился 20 января 1934 года в Вятке (ныне — Киров).
Начиная с сентября 1972 года жил в Ульяновске.
Работал в Ульяновском областном театре драмы. Начиная с февраля 1992 года работал в Ульяновском историко-культурном центре В. И. Ленина.
Ушёл из жизни 23 сентября 2008 года в Ульяновске, похоронен на Северном кладбище Ульяновска .

## Признание и награды
- заслуженный артист РСФСР (1979)
- народный артист РСФСР (1983)
- Награжден: орденом Трудового Красного Знамени, юбилейной медалью «За доблестный труд. В ознаменование 100-летия со дня рождения В. И. Ленина».
- Почётный гражданин Ульяновска (30.05.2001)[2].

## Творчество

### Фильмография
- 1965 — Мы, русский народ — солдат
- 1973 — Вечный зов — Данила Иванович Кошкин
- 1982 — Красные колокола — В. И. Ленин

## Память
- Его имя есть на Аллее Славы у Ульяновского областного драматического театра.
- На стене дома по улице Карла Либкнехта, в котором жил народный артист РСФСР Анатолий Устюжанинов, установлена мемориальная доска [3].

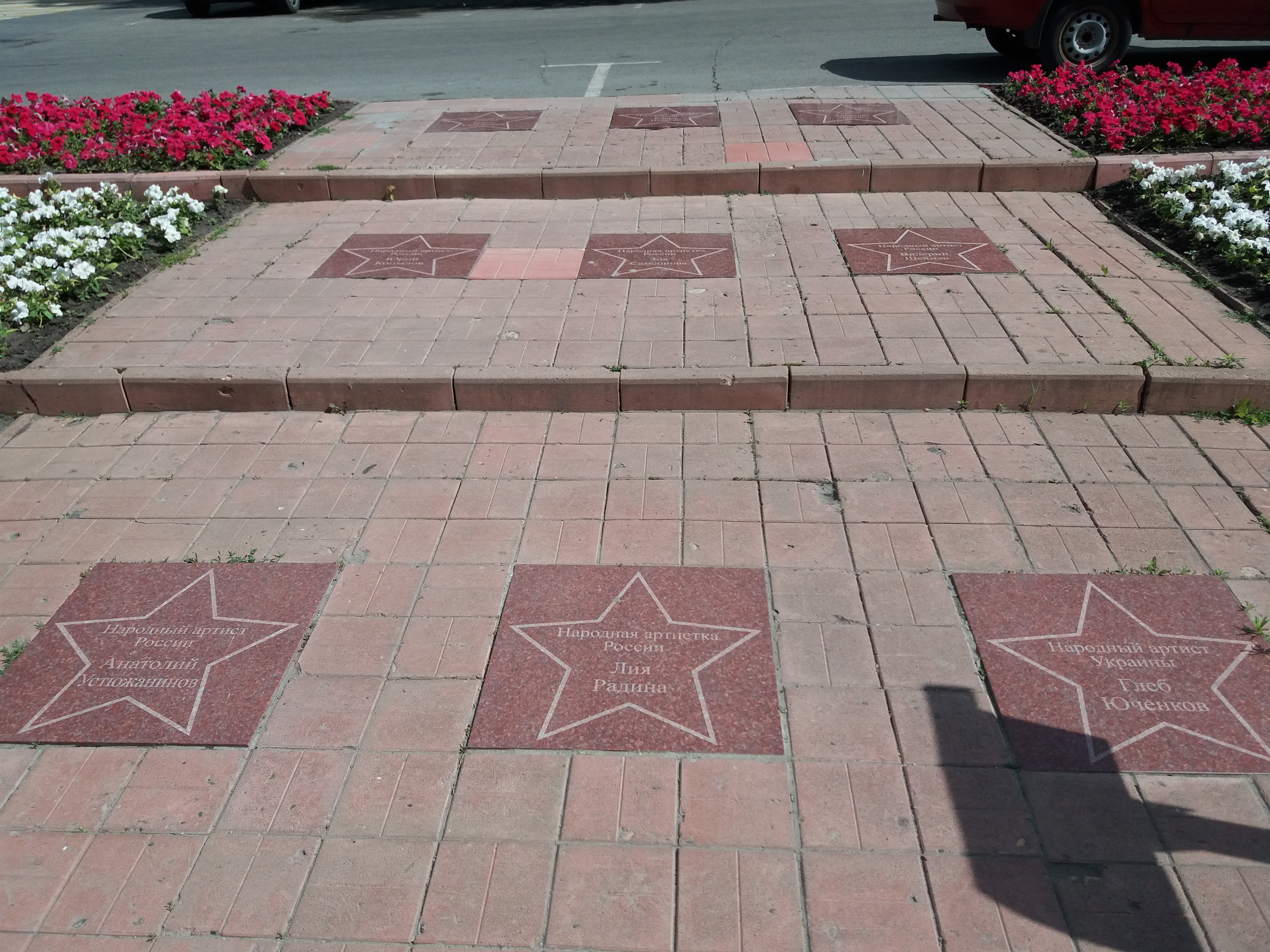
Аллея Славы драмтеатра
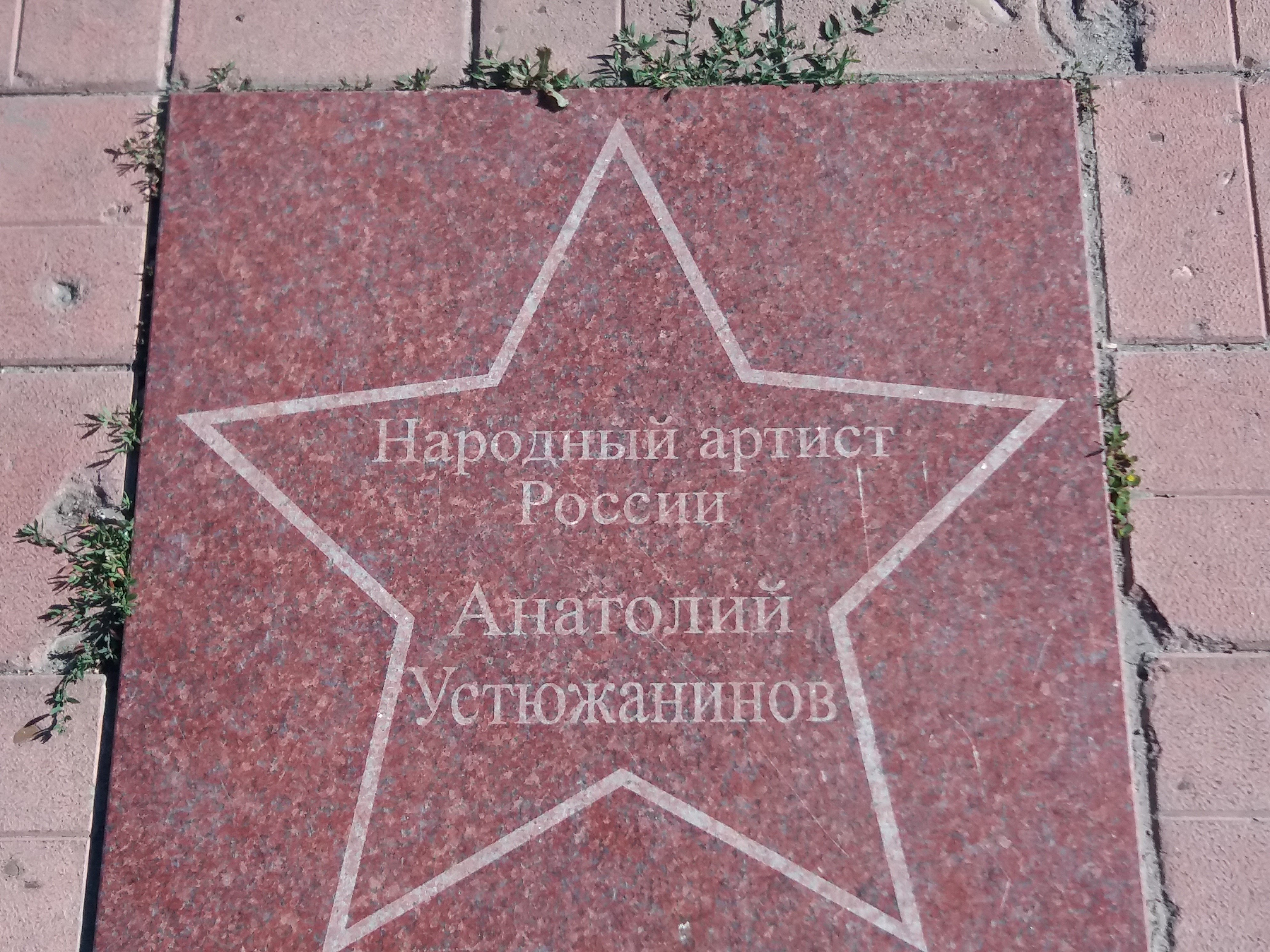
"Звезда - Анатолий Устюжанинов".
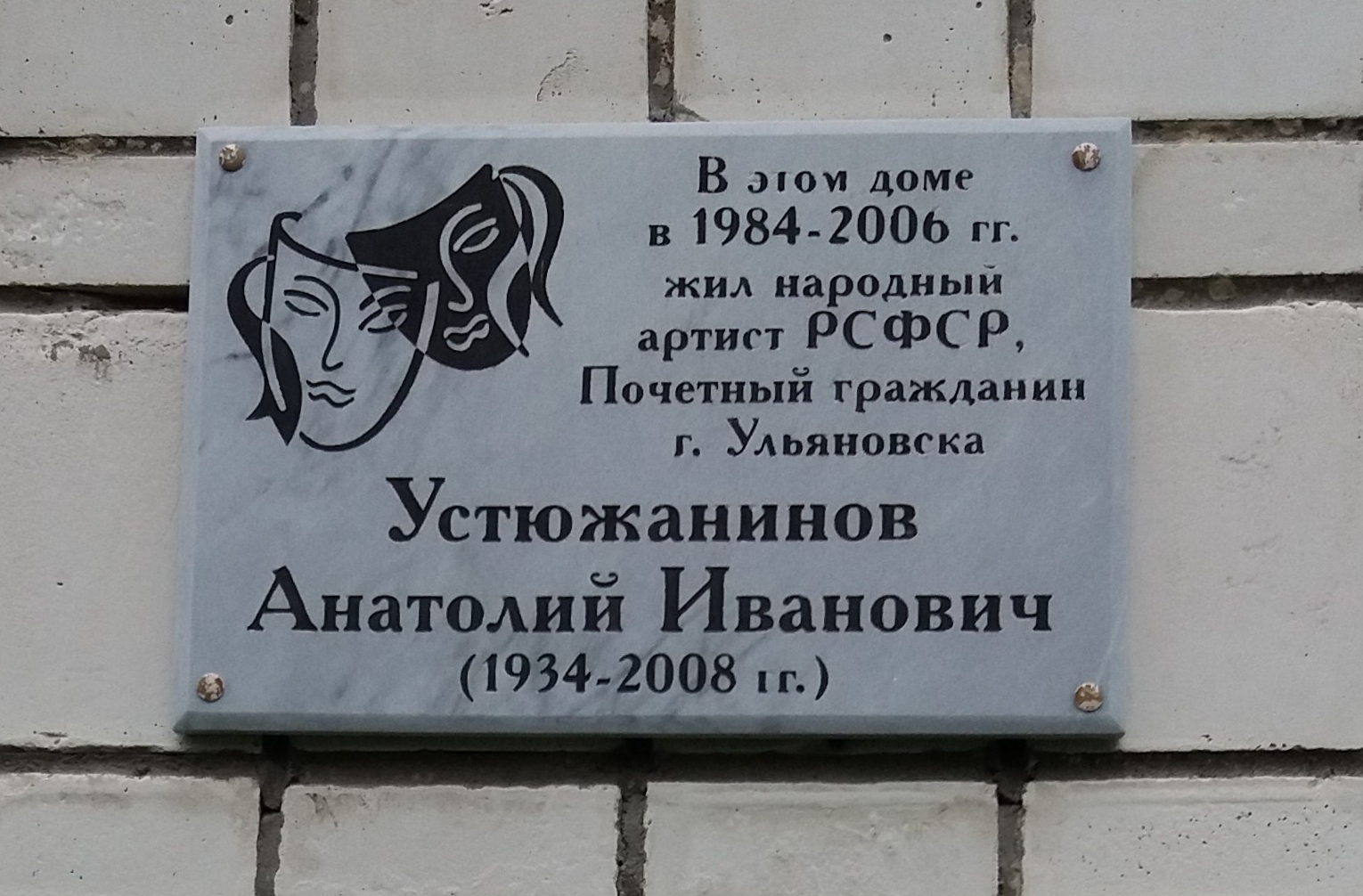
Мемориальная доска А. И. Устюжанинову.